# Пам'ятки Макарівського району
У колишньому Макарівському районі Київської області нараховувалося 82 пам'ятки археології та 87 пам'яток історії (усі увічнювали події Другої світової війни).

## Пам'ятки археології
| № п/п | Кіл. внут. компл.                      | Найменування пам'ятки | Дата                                                         | Дата відкриття або виявлення | Дослідник                                                      | Основні розміри                                             | Примітка                                                           |
| ----- | -------------------------------------- | --- | ------------------------------------------------------------ | ---------------------------- | -------------------------------------------------------------- | ----------------------------------------------------------- | ------------------------------------------------------------------ |
| 1     | Городище і селище                      | смт Макарів на мисі лівого берега р. Здвиж, на території смт Селище — на території стадіону, у парку                                                                      | ХІ—ХІІІ ст., XVII ст.                                        | ІАНАНУ1972                   | Кучера М. П.                                                   | Д = 80 м                                                    | Вали зруйновані, городище забудоване, решта — у задовільному стані |
| 2     | Поселення                              | смт Макарів на лівому березі р. Здвиж | ХІІ—ХІІІ ст.                                                 | ІА НАНУ1960                  | Симонович Є. О.                                                | 250 х 30 м                                                  |                                                                    |
| 3     | Курганна група                         | смт Макарів | ІІІ тис. до н. е. — І тис. н. е.                             |                              |                                                                | Н = 0,7—1,3 м, Д=30 м                                       | Задовільний                                                        |
| 4     | Поселення                              | с. Зурівка на правому березі р. Здвиж, за 400 м на ПнСх від села, на піщаному рівнині                                                                                     | ХІІ—ХІІІ ст.                                                 | ІА НАНУ1960                  | Симонович Є. О.                                                | 100 х 100                                                   |                                                                    |
| 5     | Змієв Вал                              | с. Калинівка (Макарівська с/р) | ХІ ст.                                                       |                              |                                                                | Довжина 300 м, Н = 3,0 м, Ш = 10 м                          | Задовільний                                                        |
| 6     | Курганна група                         | с. Андріївка (с/р), на Пд. околиці села, 800 м на Сх. від шосе, над заплавою р. Здвиж                                                                                     | ІІІ тис. до н. е. — І тис. н. е.                             |                              |                                                                | Н=5, Д=90 м, Н=2, Д=40 м, пляма                             |                                                                    |
| 7     | Городище                               | с. Бишів на високому мисі, біля школи | ХІ ст. XVI—XVII ст.                                          | ІА НАНУ 1972                 | Кучера М. П.                                                   | 40 х 50                                                     |                                                                    |
| 8     | Змієв Вал                              | с. Бишів (с/р), на Пд. від селища, на високому лівому березі р. Лупа (ліва притока р. Ірпінь)                                                                             | ХІ ст.                                                       |                              |                                                                | Вис. 1,5 м, довж.—250 м, шир. 12 м                          |                                                                    |
| 9     | Змієв Вал                              | с. Горобіївка на Пн околиці від ПнСх околиці села | ХІ ст                                                        |                              |                                                                | Довж. — 6 км, Н=2—22,5 м, Шир.                              | Задовільний                                                        |
| 10    | Змієв Вал                              | с. Лубське (Бишівська с/р) | ХІ ст.                                                       |                              |                                                                | - 10—12 м, Довж. 350 м                                      | Задовільний                                                        |
| 11    | Поселення                              | с. Лубське, біля домівки лісничого на ПдСх околиці села, при з'єднанні р. Лупа і р. Ірпінь на краю надзаплавної тераси лівого берега р. Ірпінь, на правому березі р. Лупа | Доба бронзи                                                  | ІА НАНУ 1983                 | Сєров О. В.                                                    | 100 х 100 м                                                 | Задерновано                                                        |
| 12    | Поселення                              | с. Ферма (с/р) | ХІ ст.                                                       |                              |                                                                | 100 х 100 м                                                 |                                                                    |
| 13    | Поселення                              | с. Ферма (с/р) | ХІ ст.                                                       |                              |                                                                | 100 х 100 м                                                 |                                                                    |
| 14    | Змієв Вал                              | с. Борівка (с/р) за 1 км на Сх від села, проходить на ПдСх у напрямку с. Ситняки                                                                                          | ХІ ст.                                                       |                              |                                                                | Довж.—35 км, вис.— 1,5—2,7 м, шир. — 7—8 м, гл.рову — 1,2 м |                                                                    |
| 15    | Курганна група                         | с. Садки на Пн від села, по дорозі на с. Борівку | ІІІ тис. до н. е. — І тис. н. е.                             |                              |                                                                | Н = 0,7—1,2 м, Д = 30 м                                     |                                                                    |
| 16    | Курган                                 | с. Великий Карашин. На Пд околиці села в ур. Кожумівка на полі, що прилягає до вул. навпроти садиби Г. П. Старовойта                                                      | ІІІ тис. до н. е. — І тис. н. е.                             |                              |                                                                | Н = 2,6 м, Д = 30 м                                         | Задовільний                                                        |
| 17    | Поселення                              | с. Малий Карашин. На правому березі р. Здвиж, на похилому схилу річці | ХІІ—ХІІІ ст.                                                 | ІА НАНУ 1960                 | Симонович Є. О.                                                | 100 х 100                                                   | Задовільний                                                        |
| 18    | Стоянка                                | с. Гавронщина. На високій (5 м) боровій терасі, за 300 м на Пн від села                                                                                                   | мезоліт неоліт                                               | ІА НАНУ 1979                 | Залізня Л. Л.                                                  | 50 х 50                                                     |                                                                    |
| 19    | Змієв Вал                              | с. Грузьке. За 1,5 км на Сх від села на ПнЗх за 3 км на Сх від с. Морянівка                                                                                               | ХІ ст.                                                       |                              |                                                                | Довж.— 6 км                                                 | Задовільний                                                        |
| 20    | Курганна група                         | с. Грузьке (с/р) | ІІІ тис. до н. е. — І тис. н. е.                             |                              |                                                                |                                                             |                                                                    |
| 21    | Городище                               | с. Козичанка. За 2,5 км на ПнСх від села 45 м на ПдСх від шосе Козичанка — Бишів, на невисокому плато лівого берега р. Віднянка                                           | ХІ—ХІІІ ст. н. е.                                            |                              |                                                                | 200 х 100 м                                                 | Задовільний                                                        |
| 22    | Курганна група                         | с. Козичанка (с/р) на Сх від села | ІІІ тис. до н. е. — тис. н. е.                               |                              |                                                                | Д = 0,7—1,2 м, Д = 25—35 м                                  |                                                                    |
| 23    | Курганна група                         | с. Козичанка (с/р), на ділянці колгоспу ім. Леніна | ІІІ тис. до н. е. — І тис. н. е.                             |                              |                                                                | Д = 0,7—1,2 м, Д = 25—35 м                                  |                                                                    |
| 24    | Курган                                 | с. Колонщина (с/р) на городах кутку села в урочищі «Вишеград» | ІІІ тис. до н. е. — І тис. н. е.                             |                              |                                                                | Д = 30 м                                                    |                                                                    |
| 25    | Поселення Колонщина І                  | с. Колонщина. На Сх околиці села в ур. Гнилище на лівому березі р. Бучанка — права притока р. Ірпінь, на похилій терасі                                                   | Х—ХІІ ст.                                                    |                              |                                                                | 250 х 100 м                                                 |                                                                    |
| 26    | Поселення Колонщина ІІ                 | с. Колонщина (с/р), на правому березі р. Бучанка за 1,5 км нище від селища І в ур. Пустоха. На високій бугроподібній терасі                                               | Х—ХІ ст. н. е.                                               |                              | Серов О. В. 1989                                               | 100 х 35—40 м                                               |                                                                    |
| 27    | Поселення Колонщина ІІІ                | с. Колонщина (с/р), на правому березі р. Бучанки, навпроти Сх околиці села на краю борової тераси.                                                                        | Х—ХІІ ст. н. е.                                              |                              | Серов О. В. 1989                                               | Площа 0,5 га                                                |                                                                    |
| 28    | Курган                                 | с. Колонщина (с/р), за 500 м від розгалуження шосе Київ — Житомир та шляху на с. Колонщина                                                                                | ІІІ тис. до н. е. — І тис. н. е.                             |                              |                                                                | Н = 1,8 м, Д = 35 м                                         | Задовільний                                                        |
| 29    | Курган                                 | с. Колонщина (с/р), по дорозі на с. Говронщина | ІІІ тис. до н. е. — І тис. н. е.                             |                              |                                                                | Д = 35 м                                                    |                                                                    |
| 30    | Поселення                              | с. Миколаївка (Колочинська с/р) | доба РЗВ                                                     |                              |                                                                | 100 х 100 м                                                 |                                                                    |
| 31    | Поселення                              | с. Северинівка (Копилівська с/р) | Х—ХІ ст. н. е.                                               |                              |                                                                | 100 х 100                                                   |                                                                    |
| 32    | Курганна група                         | с. Липівка | ІІІ тис. до н. е. — І тис. н. е.                             |                              |                                                                | Н = 0,5—1,5 м, Д = 25—35 м                                  | Задовільний                                                        |
| 33    | Поселення                              | с. Липівка | ІІ тис. н. е.                                                |                              |                                                                | 100 х 100 м                                                 | Задовільний                                                        |
| 34    | Курган                                 | с. Людвинівка (Фасовська с/р) | ІІІ тис. до н. е. — І тис. н. е.                             |                              |                                                                | Д = 35 м                                                    |                                                                    |
| 35    |                                        | |                                                              |                              |                                                                |                                                             |                                                                    |
| 36    | Курганна група                         | с. Мар'янівка (с/р) | ІІІ тис. до н. е. — І тис. н. е.                             |                              |                                                                | Н = 0,3—1,3 м, Д = 30—40 м                                  |                                                                    |
| 37    | Курганна група                         | с. Мар'янівка (с/р) | ІІІ тис. до н. е. — І тис. н. е.                             |                              |                                                                | Н = 0,7—1,5 м, Д = 30—40 м                                  |                                                                    |
| 38    | Поселення                              | с. Мостище (с/р) | ХІ—ХІІІ ст н. е.                                             |                              |                                                                | 100 х 100 м                                                 | Задовільний                                                        |
| 39    | Поселення                              | с. Мостище (с/р) | Зарубенецька к-ра, київська к-ра, слов'ян. ХІ—ХІІІ ст. н. е. |                              |                                                                | 100 х 100 м                                                 | Задовільний                                                        |
| 40    | Змієв Вал                              | с. Мотижин. На Зх краю села | ХІ ст н. е.                                                  |                              |                                                                | Довж. 500 м, Н = 1,5 м, Шир. 10—12 м                        | Задовільний                                                        |
| 41    | Городище (літолписний Мутижир)         | с. Мотижин. Зх частина села на підвищеному краю ставка | ХІ—ХІІІ ст., XVI—XVII ст.                                    | ІА НАНУ 1972                 | Кучера М. П.                                                   | 0,45—0,5 га вал до 20 м                                     | У Сх частині городища вал спланований бульдозером, розорюється     |
| 42    | Курганна група                         | с. Мотижин (с/р) | ІІІ тис. до н. е. — І тис. н. е.                             |                              |                                                                | Н = 0,6—0,9 м Д = 30—40 м                                   |                                                                    |
| 43    | Курганна група                         | с. Мотижин (с/р) | ІІІ тис. до н. е. — І тис. н. е.                             |                              |                                                                | Н = 0,8—0,9 м, Д = 30—40 м                                  |                                                                    |
| 44    | Курганна група                         | с. Наливайківка (с/р) | ІІІ тис. до н. е. — І тис. н. е.                             |                              |                                                                | Н = 0,7—1,4 м, Д = 30—40 м                                  | Задовільний                                                        |
| 45    | Курганна група                         | с. Небелиця (с/р) | ІІІ тис. до н. е. — І тис. н. е.                             |                              |                                                                | Н. = 0,7—1,1 м, Д = 30—40 м                                 |                                                                    |
| 46    | Курганна група                         | с. Ніжиловичі (с/р) | ІІІ тис. до н. е. — І тис. н. е.                             |                              |                                                                | Н = 0,4—0,6 м, Д = 30—40 м                                  | Задовільний                                                        |
| 47    | Змієв Вал                              | с. Ніжиловичі. 1 км на ПдСх від села | ХІ ст. н. е.                                                 |                              |                                                                | Довж. 5,0 км, Н = 0,8—1,65 м, Шир. 10—12 м                  | Задовільний                                                        |
| 48    | Поселення                              | с. Новосілки | Підгірцівська к-ра ХІ—ХІІІ ст. н. е.                         |                              |                                                                | 100 х 100 м                                                 |                                                                    |
| 49    | Поселення                              | с. Новосілки. Лівий берег р. Ірпінь | ІІІ—IV ст. (черняхівська культура)                           | ІА НАНУ 1973                 | Гороховський Є. Л.                                             | 300 х 300 м                                                 | Щорічна вспашка                                                    |
| 50    | Поселення                              | с. Новосілки. Між селами Княжичі та Новосілки, на мисоводібному виступі понад заплавою лівого берега р. Ірпінь, за 1 км від ферми                                         | ХІІ—ХІІІ ст.                                                 | ІА НАНУ 1979                 | Беляєва С. О., Блажевич Н. В.                                  | 300 х 200 м                                                 |                                                                    |
| 51    | Поселення                              | с. Новосілки (с/р) | І тис. до н. е.                                              |                              |                                                                | 200 х 150 м                                                 | Задовільний                                                        |
| 52    | Курганна група                         | с. Новосілки |                                                              |                              |                                                                | Н = 0,7, Д = 30 м                                           | Задовільний                                                        |
| 53    | Поселення                              | с. Новосілки (с/р) | Скіфське ХІ—ХІІІ ст. н. е.                                   |                              |                                                                | 100 х 100 м                                                 |                                                                    |
| 54    | Поселення                              | с. Новосілки (с/р) | ХІ—ХІІІ ст. н. е.                                            |                              |                                                                | 100 х 100 м                                                 |                                                                    |
| 55    | Курганна група                         | с. Пашківка (с/р) | ІІІ тис. до н. е. — І тис. н. е.                             |                              |                                                                | Н = 0,4—1,1 м, Д = 30—40 м                                  |                                                                    |
| 56    | Поселення                              | с. Пашківка | Доба бронзи                                                  |                              |                                                                | 100 х 50 м                                                  | Задовільний                                                        |
| 57    | Поселення                              | с. Рожів. На лівому березі р. Здвиж, на Пн околиці села | ХІ—ХІІІ ст                                                   | ІА НАНУ 1960                 | Симонович Є. О.                                                | 100 х 100 м                                                 |                                                                    |
| 58    | Поселення                              | с. Рожів | ХІ—ХІІІ ст. н. е. XVI—XVII ст. н. е.                         |                              |                                                                | 100 х 200 м                                                 |                                                                    |
| 59    | Курган                                 | с. Рожів | ІІІ тис. до н. е. — І тис. н. е.                             |                              |                                                                | Н = 0,7, Д = 30                                             | Задовільний                                                        |
| 60    | Змієв Вал                              | с. Ситняки. У Зх частині села на городах села ус. № 145–149 по вул. Леніна                                                                                                | ХІ ст. н. е.                                                 |                              |                                                                | Довж. 260 м, Н до 1,5 м, Шир. 10 м                          | Задовільний                                                        |
| 61    | Курган                                 | с. Ситняки | ІІІ тис. до н. е. — І тис. н. е.                             |                              |                                                                | Н = 1,5, Д = 65                                             | Задовільний                                                        |
| 62    | Поселення                              | с. Соснівка. 0,5 км на Сх від села, біля старого закинутого колгоспного саду, на терасі висотою до 5 м на лівого берега р. Ірпінь                                         | ІІІ—IV ст. (черняхівська культура)                           | ІА НАНУ 1983                 | Сєров О. В.                                                    | 150 х 50 м                                                  | Ореться                                                            |
| 63    | Курганна група                         | с. Сосновка |                                                              |                              |                                                                | Н = 0,5, Д = 25 м                                           |                                                                    |
| 64    | Курганна група                         | с. Сосновка |                                                              |                              |                                                                | Н = 0,7, Д = 30 м                                           |                                                                    |
| 65    | Курган                                 | с. Сосновка |                                                              |                              |                                                                | Н = 0,6, Д = 25 м                                           | Задовільний                                                        |
| 66    | Курган                                 | с. Сосновка |                                                              |                              |                                                                | Н = 1,0 Д = 35 м                                            |                                                                    |
| 67    | Змієв Вал                              | с. Фасова. 2,5 км на Зх від села | ХІ ст.                                                       |                              |                                                                | Довж. 200 м, Шир. 10 м                                      | Задовільний                                                        |
| 68    | Курган                                 | с. Фасова. За 100 м на ПдЗх від повороту Фасова — Пашківка | ІІІ ст до н. е. — І тис. н. е.                               |                              |                                                                | Н = 2,0 Д = 60 м                                            | Задовільний                                                        |
| 69    | Курганна група                         | с. Червона Слобода. 3 км на Пд від села | ІІІ ст. до н. е. — І тис.н. е.                               |                              |                                                                | Н = 0,3—1,0 Д = 25—35 м                                     |                                                                    |
| 70    | Поселення                              | с. Чорногородка. 1 км на ПдЗх від села, на ПдСх околиці с. Ферма, на високій терасі лівого берега р. Ірпінь на відстані 200 м                                             | ХІ—ХІІІ ст                                                   | ІА НАНУ 1981, 1983           | Баран В. Д., Терпіловський Р. В., Некрасова А. М., Сєров О. В. | 100 х 100 мк/ш — 0,3 м                                      | Пошкоджено ярами внаслідок дощів, задерновано                      |
| 71    | Поселення                              | с. Чорногородка. за 0,2 км на ПдСх від околиці села, в яру | І тис. до н. е. — І тис. н. е.                               | ІА НАНУ 1981                 | Баран В. Д., Терпіловський Р. В., Некрасова А. М.              | 100 х 100                                                   | Яр                                                                 |
| 72    | Поселення                              | с. Чорногородка. За 1,5 км на Пд від с. Ферма, на першій надзаплавній терасі лівого берега р. Ірпінь, поряд з пагорбом типу курган                                        | І тис. до н. е. — І тис. н. е.                               | ІА НАНУ 1981                 | Баран В. Д., Терпіловський Р. В., Некрасова А. М.              | 100 х 100                                                   | Яр                                                                 |
| 73    | Городище (літописний Чернів?). Замчище | с. Чорногородка. ПнЗх частина села, на підвищені в заплаві лівого берегу р. Ірпінь                                                                                        | І тис. н. е. ХІІ—ХІІІ ст. XVI—XVII ст.                       | ІА НАНУ 19721976             | Кучера М. П.                                                   | вал — 60×20 м площа Д = 100 м                               | Пам'ятка застроєна селом, решта стан задовільний                   |
| 74    | Змієв Вал                              | с. Чорногородка. На Зх від села | ХІ ст.                                                       |                              |                                                                | Довж. 3 км Н = 0,2—0,5 м, Шир. 5—8 м                        |                                                                    |
| 75    | Стоянка                                | с. Завалівка. На краю високої борової тераси (Н — 5 м) правого берега р. Здвиж, навпроти села                                                                             | Неоліт                                                       | ІА НАНУ 1977                 | Телегін Д. Я.                                                  | 50 х 70 м                                                   | Розкопано 32 м².                                                   |
| 76    | Поселення                              | с. Завалівка (Ситнянська с/р) | Доба бронзи                                                  |                              |                                                                | 100 х 50 м                                                  |                                                                    |
| 77    | Поселення                              | с. Копіївка на лівому березі р. Здвиж, навпроти ферми села. | ХІ—ХІІІ ст. н. е.                                            |                              |                                                                | Площа 250 х 70 м                                            |                                                                    |
| 78    | Змієв Вал                              | с. Копіївка. На ПнСх від села, прилягає до заплави правого берега р. Здвиж                                                                                                | ХІ ст.                                                       |                              |                                                                | Довж. 350 м, Шир. 10 м                                      | Задовільний                                                        |
| 79    | Поселення                              | с. Яблунівка. 200 м на Зх від мосту через р. Ірпінь, на краю села | ХІІ—ХІІІ ст.                                                 | ІА НАНУ                      | Беляєва С. О. Блажевич Н. В.                                   | 300 х 100 м                                                 | Розорюється, зайнято городами                                      |
| 80    | Курганна група                         | с. Яблунівка. 7 км на ПнЗх від села | ІІІ ст. до н. е. — І тис. н. е.                              |                              |                                                                | Н = 0,8—1,0 м, Д = 30 м                                     | Задовільний                                                        |
| 81    | Поселення                              | с. Яблунівка | Доба бронзи                                                  |                              |                                                                | 100 х 50 м                                                  | Задовільний                                                        |
| 82    | Городище                               | с. Ясногородка. На городах у центрі села |                                                              |                              |                                                                | 100 х 100 м                                                 | Задовільний                                                        |
|       |                                        | |                                                              |                              |                                                                |                                                             |                                                                    |

## Пам'ятки Другої світової війни
| № п/п | Найменування пам'яток | Дата відкриття        | Адреса                                   | Ох. номер |
| ----- | --- | --------------------- | ---------------------------------------- | --------- |
| 1     | Братська могила рад. воїнів, які загинули в боях в листопаді 1943 р. | 09.05.1974            | смт Макарів, вул. Фрунзе, 30             | 524       |
| 2     | Братська могила рад. воїнів, які загинули в боях при визволенні села 8 листопада 1943 р. | 09.05.1968            | смт Макарів, вул. Фрунзе, 113, кладовище | 522       |
| 3     | Пам'ятник на місці розстрілу фашистами більше 300 мирних жителів у червні 1941 р. | 09.05.1967            | смт Макарів, у парку                     | 1092а     |
| 4     | Пам'ятник на честь 341 воїна-односельця, що не повернулися з фронтів війни | 09.05.1967            | смт Макарів, вул. Фрунзе, 29             | 523       |
| 5     | Пам'ятник комсомольської слави | 07.11.1970            | смт Макарів, вул. Б. Хмельницького, 2    | 1092      |
| 6     | Братська могила 17 партизан-ковпаківців та 5 піонерів-партизан, які загинули у березні 1943 р., та пам'ятник на честь 98 воїнів-односельців, що не повернулися з фронтів війни                                                       | 1956, 1965            | смт Кодра                                | 507       |
| 7     | Братська могила воїнів РА | 09.05.1957            | ст. Буян, Кодрянська с/р                 | 1657      |
| 8     | Братська могила 77 рад. воїнів, які загинули в боях при обороні села в червні 1941 р. та при визволенні села в листопаді 1943 р. та пам'ятник на честь 170 воїнів-односельців, що не повернулися з фронтів війни                     | 1955, 1965            | с. Андріївка                             | 487       |
| 9     | Пам'ятник на честь 67 воїнів-односельців, що не повернулися з фронтів війни | 09.05.1970            | с. Червона гірка, Андріївська с/р        | 1645      |
| 10    | Братська могила підпільників та рад громадян, які були розстріляні в 1943 р. за зв'язок з партизанами | 09.05.1953            | с. Бишів                                 | 1700      |
| 11    | Група братських могил 74 рад. воїнів, в одній з яких поховано редактора районної газети, які загинули в боях при обороні села в 1941 р. та в листопаді 1943 р.                                                                       | 09.05.1953            | с. Бишів                                 | 491       |
| 12    | Братська могила 169 рад. воїнів, які загинули в боях при визволенні села в листопаді 1943 р. | 01.05.1958            | с. Бишів                                 | 493       |
| 13    | Група братських могил 173 рад. воїнів, які загинули в боях при визволенні села в листопаді 1943 р. | 08.11.1944            | с. Бишів                                 | 492       |
| 14    | Пам'ятник на честь 123 воїнів-односельців, що не повернулися з фронтів війни | 09.05.1969            | с. Бишів                                 | 490       |
| 15    | Братська могила 12 рад. воїнів, які загинули в боях при ви зволенні району в листопаді 1943 — січні 1944 рр. | 7.11.1956             | с. Горобівка, Бишівська с/р              | 500       |
| 16    | Братська могила 27 рад. воїнів, які загинули в боях при визволенні села в листопаді 1943 р. | 1951                  | с. Борівка                               | 1653      |
| 17    | Пам'ятник на честь воїнів рад. армії, які загинули в роки війни | 1969                  | с. Борівка                               | 495       |
| 18    | Братська могила рад. воїнів, які загинули в боях при обороні та визволенні села | 9.05.1957             | с. Садки, Борівська с/р                  | 544       |
| 19    | Братська могила 40 рад. воїнів, які загинули в боях при визволенні села в листопаді 1943 р. та пам'ятник на честь воїнів-односельців, що не повернулися з фронтів війни                                                              | 09.05.1968            | с. Великий Карашин                       | 496       |
| 20    | Братська могила 11 рад. воїнів, які загинули в боях при визволенні села в листопаді 1943 р. та пам'ятник на честь 82 воїнів-односельців, що не повернулися з фронтів війни                                                           | 09.05.1975            | с. Вільне                                | 498       |
| 21    | Братська могила 11 рад. воїнів, які загинули в боях при визволенні села в листопаді 1943 р. | 09.05.1975            | с. Вільне                                | 1650      |
| 22    | Братська могила рад. воїнів, які загинули в боях при визволенні села | 1966                  | с. Юрівка, Вільненська с/р               | 553       |
| 23    | Братська могила 137 рад. воїнів, які загинули в боях при обороні та звільненні села | 09.05.1957            | с. Юрівка, Вільненська с/р, кладовище    | 1093-б    |
| 24    | Пам'ятник на честь, що не повернулися з фронтів війни |                       | Вільненська с/р                          |           |
| 25    | Братська могила 7 рад. воїнів, які загинули в боях при визволенні села в листопаді 1943 р. та пам'ятник на честь 160 воїнів-односельців, що не повернулися з фронтів війни                                                           | 1953                  | с. Гавронщина                            | 499       |
| 26    | Братська могила 73 рад. воїнів, які загинули в боях при визволенні села в листопаді — грудні 1943 р. та пам'ятник на честь 162 воїнів-односельців, що не повернулися з фронтів війни                                                 | 1960                  | с. Грузьке                               | 501-а     |
| 27    | Братська могила 191 рад. воїнів, які загинули в боях при визволенні села в листопаді 1943 р. | 09.05.1954            | с. Грузьке                               | 501       |
| 28    | Братська могила 10 рад. воїнів, які загинули в боях при визволенні села в листопаді 1943 р. та пам'ятник на честь 48 воїнів-односельців, що не повернулися з фронтів війни                                                           | 1957, 1971            | с. Весела Слобода, Гружчанська с/р       | 497       |
| 29    | Братська могила 48 жителів села, по-звірячому закатованих фашистами в 1943 р. | 09.05.1964            | с. Забуяння, цвинтар                     | 504       |
| 30    | Братська могила 33 воїнів рад. армії, що померли від ран у шпиталі | 09.05.1958            | с. Забуяння, цвинтар                     | 502       |
| 31    | Братська могила 32 рад. воїнів, які загинули в боях при обороні села в 1941 р., 18 мирних жителів, які були закатовані фашистами в квітні 1943 р. та пам'ятник на честь 143 воїнів-односельців, що не повернулися з фронтів війни    | 1954                  | с. Забуяння                              | 503       |
| 32    | Братська могила рад. воїнів, які загинули в листопаді 1943 р. та пам'ятник на честь 89 воїнів-односельців, що не повернулися з фронтів війни                                                                                         | 1951                  | с. Макарівська Буда, Забуянська с/р      | 521       |
| 33    | Братська могила 54 рад. воїнів, які загинули в листопаді 1943 р. | 09.05.1958            | с. Козичанка, цвинтар                    | 508       |
| 34    | Пам'ятник на честь 83 воїнів-односельців, що не повернулися з фронтів війни | 09.05.1969            | с. Козичанка                             | 509       |
| 35    | Братська могила червоноармійців, які загинули в боях з денікінцями 19 березня 1919 р. | 07.11.1957            | с. Колонщина, цвинтар                    | 1666      |
| 36    | Братська могила 8 рад. воїнів, які загинули в боях при визволенні села в листопаді 1943 р. | 1954                  | с. Колонщина                             | 511       |
| 37    | Пам'ятник на честь 175 воїнів-односельців, що не повернулися з фронтів війни | 1966                  | с. Колонщина                             | 510       |
| 38    | Братська могила рад. воїнів, які загинули в боях при визволенні села в листопаді 1943 р. та пам'ятник на честь 52 воїнів-односельчан, що не повернулися з фронтів війни                                                              | 09.05.1965            | с. Березівка, Колонщинська с/р           | 488       |
| 39    | Братська могила 38 рад. воїнів, які загинули в листопаді 1943 р. та пам'ятник на честь 38 воїнів-односельців, що не повернулися з фронтів війни                                                                                      | 09.05.1966            | с. Мар'янівка, Колонщинська с/р          | 526       |
| 40    | Братська могила 17 рад. воїнів, які загинули в боях при визволенні села в листопаді 1943 р. та пам'ятник на честь 17 воїнів-односельців, що не повернулися з фронтів війни                                                           | 09.05.1961            | с. Миколаївка, Колонщинська с/р          | 1646      |
| 41    | Братська могила рад. воїнів, які загинули в боях при обороні села в липні 1941 р., при визволенні села в листопаді 1943 р. та тих, що померли від ран в госпіталі                                                                    | 1952,09.05.1970       | с. Комарівка                             | 512       |
| 42    | Пам'ятник на честь 74 воїнів-односельців, що не повернулися з фронтів війни | 09.05.1965            | с. Комарівка, цвинтар                    | 513       |
| 43    | Братська могила 127 рад. воїнів та пам'ятник на честь 211 воїнів-односельців, що не повернулися з фронтів війни | 1953                  | с. Копилів                               | 514       |
| 44    | Братська могила рад. воїнів, які загинули в боях в листопаді 1943 р. і пам'ятник на честь воїнів-односельців, що не повернулися з фронтів війни                                                                                      | 06.11.1957            | с. Северинівка, Копилівська с/р          | 1659      |
| 45    | Братська могила 500 рад. воїнів, які загинули в боях при обороні та визволенні села в липні 1941 р. та листопаді 1943 р. | 18.10.1973            | с. Королівка                             | 515       |
| 46    | Братська могила рад. воїнів, які загинули в боях при визволенні села в листопаді 1943 р. та пам'ятник на честь 162 воїнів-односельців, що не повернулися з фронтів війни                                                             | 09.05.1953            | с. Королівка                             | 1662      |
| 47    | Братська могила 28 рад. воїнів, які загинули в боях в листопаді 1943 р. | 01.05.1967            | с. Ферма, Королівська с/р, кладовище     | 547       |
| 48    | Братська могила рад. воїнів, які загинули в боях при обороні та визволенні села та від ран в госпіталі, а також пам'ятник на честь 168 воїнів-односельців, що не повернулися з фронтів війни                                         | 09.05.194609.05.1965  | с. Липівка                               | 517       |
| 49    | Братська могила 13 жителів, що загинули у роки громадянської війни від рук денікінців | 1966                  | с. Людвинівка, цвинтар                   | 520       |
| 50    | Пам'ятник на честь 55 воїнів-односельців, що не повернулися з фронтів війни | 1966                  | с. Людвинівка                            | 519       |
| 51    | Братська могила рад. воїнів, які загинули в боях при визволенні села в листопаді 1943 р. | 01.09.1950            | с. Лишня, цвинтар                        | 1665      |
| 52    | Братська могила 22 рад. воїнів, які загинули в боях при обороні та визволенні села та пам'ятник на честь 171 воїнів-односельців, що не повернулися з фронтів війни                                                                   | 22.06.1952 01.11.1970 | с. Лишня                                 | 518       |
| 53    | Братська могила 27 рад. воїнів, які загинули в боях при визволенні села 17 листопада 1943 р. | 20.17.1952            | с. Осикове, Лишнянська с/р               | 537       |
| 54    | Братська могила рад. воїнів, які загинули в боях при обороні та визволенні села і пам'ятник на честь 90 воїнів-односельців, що не повернулися з фронтів війни                                                                        | 22.08.1956            | с. Маковище                              | 525       |
| 55    | Братська могила 28 рад. воїнів, які загинули в листопаді — грудні 1943 р. та пам'ятник на честь 63 воїнів-односельців, що не повернулися з фронтів війни                                                                             | 1956, 1968            | с. Мар'янівка                            | 1661      |
| 56    | Братська могила 17 рад. воїнів, які загинули в боях при визволенні села у 1943 р. | 09.05.1956            | с. Мостище                               | 1094      |
| 57    | лПам'ятник на честь 116 воїнів-односельців, що не повернулися з фронтів війни | 1966                  | с. Мостище                               | 527       |
| 58    | Братська могила 8 рад. воїнів, які загинули в листопаді 1943 р. та пам'ятник на честь воїнів-односельців, що не повернулися з фронтів війни                                                                                          | 1967                  | с. Мотижин                               | 528       |
| 59    | Братська могила рад. воїнів, які загинули в боях при визволенні села в листопаді 1943 р. та мем. дошка на честь воїнів-односельців, що не повернулися з фронтів війни                                                                | 07.11.195209.05.1969  | с. Наливайківка                          | 530       |
| 60    | Пам'ятник на честь воїнів-односельців, що не повернулися з фронтів війни | 1969                  | с. Наливайківка                          | 529       |
| 61    | Пам'ятник на честь воїнів-односельців, що не повернулися з фронтів війни | 07.11.1969            | с. Почепин, Наливайківська с/р           | 1660      |
| 62    | Братська могила рад. воїнів, які загинули в листопаді 1943 р. | 1948                  | с. Небелиця, на шосе Київ — Житомир      | 1656      |
| 63    | Пам'ятник на честь воїнів-односельців, що не повернулися з фронтів війни | 05.12.1968            | с. Небелиця                              | 531       |
| 64    | Пам'ятник жертвам фашизма та пам'ятник на честь 207 воїнів-односельців, що не повернулися з фронтів війни | 1951                  | с. Ніжиловичі                            | 1655      |
| 65    | Братська могила 64 червоноармійців та рад воїнів, які загинули в боях при обороні села в листопаді 1941 р. | 09.05.1957            | с. Новосілки                             | 535       |
| 66    | Пам'ятник на честь 129 воїнів-односельців, що не повернулися з фронтів війни | 18.03.1965            | с. Новосілки                             | 536       |
| 67    | Могили 2 рад. воїнів, які загинули в листопаді 1943 р. та пам'ятник на честь 214 воїнів-односельців, що не повернулися з фронтів війни                                                                                               | 07.11.1956            | с. Пашківка                              | 538       |
| 68    | Братська могила і 3 індивідуальні могили рад. воїнів, які загинули в боях при обороні в липні 1941 р. і при визволенні села в листопаді 1943 р. та пам'ятник на честь 82 воїнів-односельців, що не повернулися з фронтів війни       | 07.11.1957            | с. Пашківка                              | 1669      |
| 69    | Братська могила воїнів Рад. армії та пам'ятник на честь 82 воїнів-односельців | 1954, 1967            | с. Плахтянка                             | 539       |
| 70    | Братська могила 9 жителів села та рад. воїнів, які загинули в боях при визволенні села в листопаді 1943 р., серед яких Герой Рад. Союзу Гробов А. Р. та пам'ятник на честь 200 воїнів-односельців, що не повернулися з фронтів війни | 09.05.1945            | с. Рожів                                 | 540       |
| 71    | Братська могила 24 рад. воїнів, які загинули в боях в листопаді 1943 р., партизанки та голови колгоспу, замучених фашистами і пам'ятник на честь 115 воїнів-односельців, що не повернулися з фронтів війни                           | 1954, 1968            | с. Ситняки                               | 541       |
| 72    | Пам'ятний знак на честь воїнів 20-ї мотострілецької бригади | 07.11.1966            | с. Ситняки                               | 1701      |
| 73    | Братська могила 32 рад. воїнів, які загинули в боях в листопаді 1943 р. | 09.05.1959            | с. Соснівка                              | 543       |
| 74    | Пам'ятник на честь 137 воїнів-односельців, що не повернулися з фронтів війни | 09.05.1967            | с. Соснівка                              | 542       |
| 75    | Братська могила 27 рад. воїнів, які загинули від ран в польовому госпіталі і пам'ятник на честь 154 воїнів-односельців, що не повернулися з фронтів війни                                                                            | 1957                  | с. Фасова, цвинтар                       | 545       |
| 76    | Братська могила мирних жителів, розстріляних 22 червня 1942 р. | 09.05.1966            | с. Фасова, цвинтар                       | 1702      |
| 77    | Братська могила рад. воїнів, які загинули в боях в листопаді 1943 р. і пам'ятник на честь 71 воїнів-односельців, що не повернулися з фронтів війни                                                                                   | 07.11.1954            | с. Червона Слобода, цвинтар              | 548       |
| 78    | Братська могила 13 рад. воїнів, які загинули в боях при обороні та звільненні села і пам'ятник на честь 157 воїнів-односельців, що не повернулися з фронтів війни                                                                    | 1959                  | с. Чорногородка                          | 549       |
| 79    | Група братських могил червоноармійців та рад. воїнів, які загинули в роки громадянської та ВВВ | 1929, 1949            | с. Юрів                                  | 1093      |
| 80    | Братська могила рад. воїнів, які загинули при звільненні села і мем. плита на честь воїнів-односельців, що не повернулися з фронтів війни                                                                                            | 1966                  | с. Юрів                                  | 553       |
| 81    | Пам'ятник на честь 46 воїнів-односельців, що не повернулися з фронтів війни | 1975                  | с. Копіївка, Юрівська с/р                | 1652      |
| 82    | Пам'ятник на честь 53 воїнів-односельців, що не повернулися з фронтів війни | 1974                  | с. Завалівка, Юрівська с/р               | 1651      |
| 83    | Братська могила 34 рад. воїнів, які загинули в боях в листопаді 1943 р. і пам'ятник на честь 152 воїнів односельців, що не повернулися з фронтів війни                                                                               | 09.05.19601968        | с. Яблунівка                             | 554       |
| 84    | Братська могила 44 рад. воїнів, які загинули в боях при визволенні села в січні 1943 р. | 09.05.1962            | с. Леонівка, Яблунівська с/р             | 516       |
| 85    | Братська могила 6 комуністів, яких розстріляли фашисти в серпні 1941 р. | 1967                  | с. Ясногородка                           | 557       |
| 86    | Братська могила 53 рад. воїнів, які загинули в боях в листопаді — грудні 1943 р. | 1959                  | цвинтар                                  | 556       |
| 87    | Пам'ятник на честь 216 воїнів-односельців, що не повернулися з фронтів | 1953                  | с. Ясногородка                           | 558       |

## Джерело
- Нариси з історії Макарівського району. — К.: Логос, 2006. — С. 27—35, 95—99